# Ingénierie ferroviaire

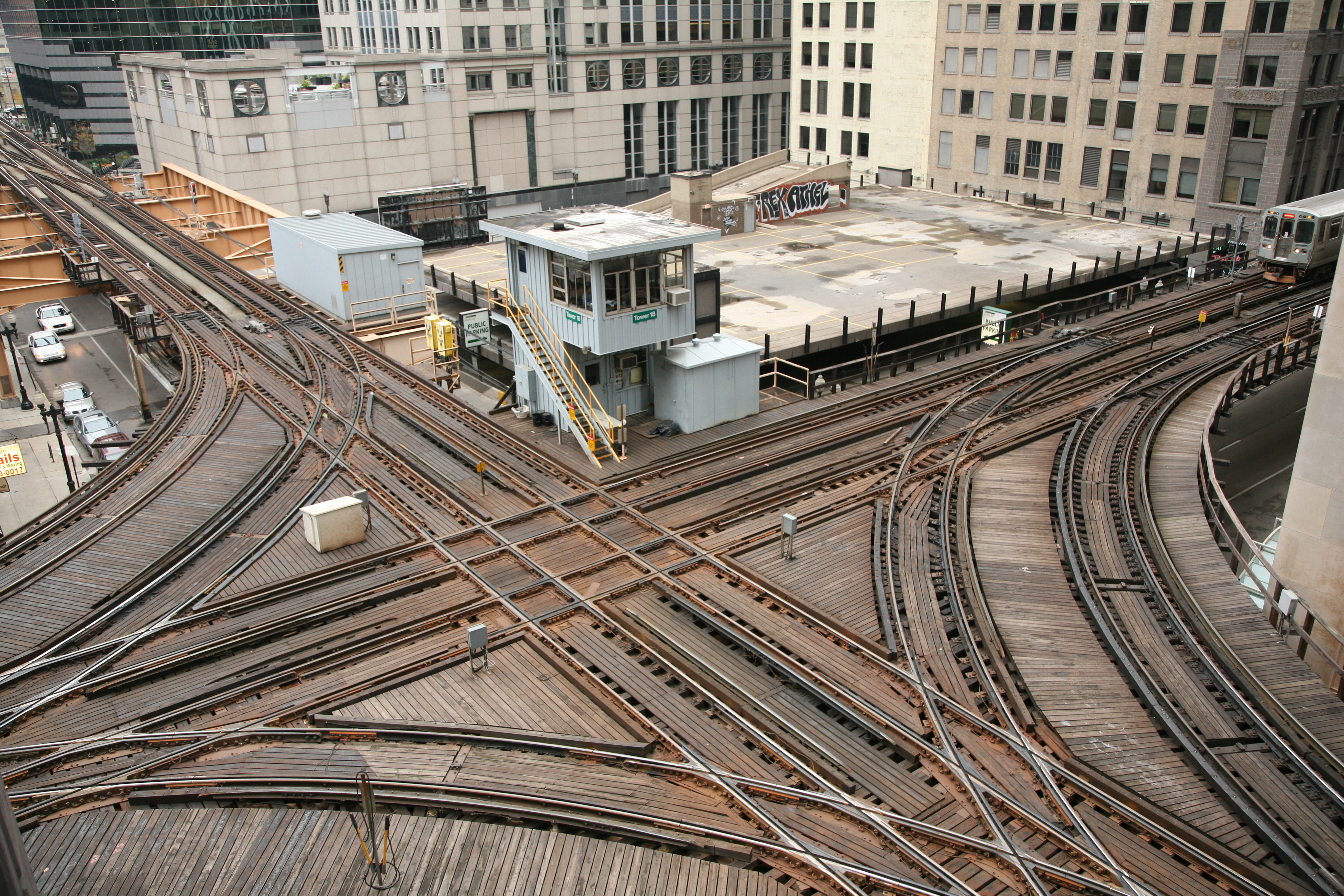
Croisement de rails, infrastructure requérant de l’ingénierie ferroviaire

 (décembre 2021).
Si vous disposez d'ouvrages ou d'articles de référence ou si vous connaissez des sites web de qualité traitant du thème abordé ici, merci de compléter l'article en donnant les références utiles à sa vérifiabilité et en les liant à la section « Notes et références ».
L'ingénierie ferroviaire est une ingénierie des transports à multiples facettes traitant de la conception, de la construction et de l'exploitation de tous les types de systèmes de transport ferroviaire. Elle englobe un large éventail de disciplines d'ingénierie, y compris l'ingénierie civile, l'ingénierie des transports, l'ingénierie informatique, l'ingénierie électrique, l'ingénierie mécanique, l'ingénierie industrielle et le génie de production. De nombreuses autres sous-disciplines d'ingénierie sont également sollicitées.

## Personnels
Elle nécessite une ingénierie dont les rôles principaux sont celui du concepteur chargé des études de conception au cours des différents stades, du maître d'œuvre de suivi de réalisation, de pilotage des opérations d’essais et mises en service et d'homologation.
Tout ou partie de cette ingénierie peut être délégué par le maître d'ouvrage à des consultants extérieurs.